# Žabogriz
Žabogriz (lat. Hydrocharis), maleni biljni rod od tri priznate vrste iz reda žabočunolike i porodice žabogrizovki, koji je i u lat. i hrv. jeziku dobio ime po žabogrizu. WHO Plant List priznaje 6 vrsta od kojih dva sa istim imenom, ali različitim autorstvima.
Ime dolazi po najvažnijoj vrsti Hydrocharis morsus-ranae koju je opisao Linnaeus, ˝morsus-ranae˝ iz lat. morsus = ujed, ugriz i gr. rana = žaba. Vjerojatno po tome što se mislilo da žabe jedu plutajuće listove ove biljke.
Rod je raširen po gotovo cijeloj Europi, i djelovima Azije (Sibir, Uzbekistan, Iran, Turska), djelovima Afrike (Alžir, Maroko). Rastu po močvarama i barama. Korijen se rijetko kad dobro ukorijeni u muljevito dno, a cvjetovi su joj bijele boje i traju svega jedan dan.
Biljka je dvodomna (muški i ženski cvjetovi), a razmnožava se i turionima. 

## Vrste
- Hydrocharis chevalieri (De Wild.) Dandy
- Hydrocharis dubia (Blume) Backer
- Hydrocharis morsus-ranae L.

Vrste ponekad uključivane u Limnobium:
- Hydrocharis laevigata (Humb. & Bonpl. ex Willd.) Byng & Christenh., ili Limnobium laevigatum (Humb. & Bonpl. ex Willd.) Heine
- Hydrocharis spongia Bosc, ili Limnobium spongia (Bosc) Steud.